# Mimi Fariña

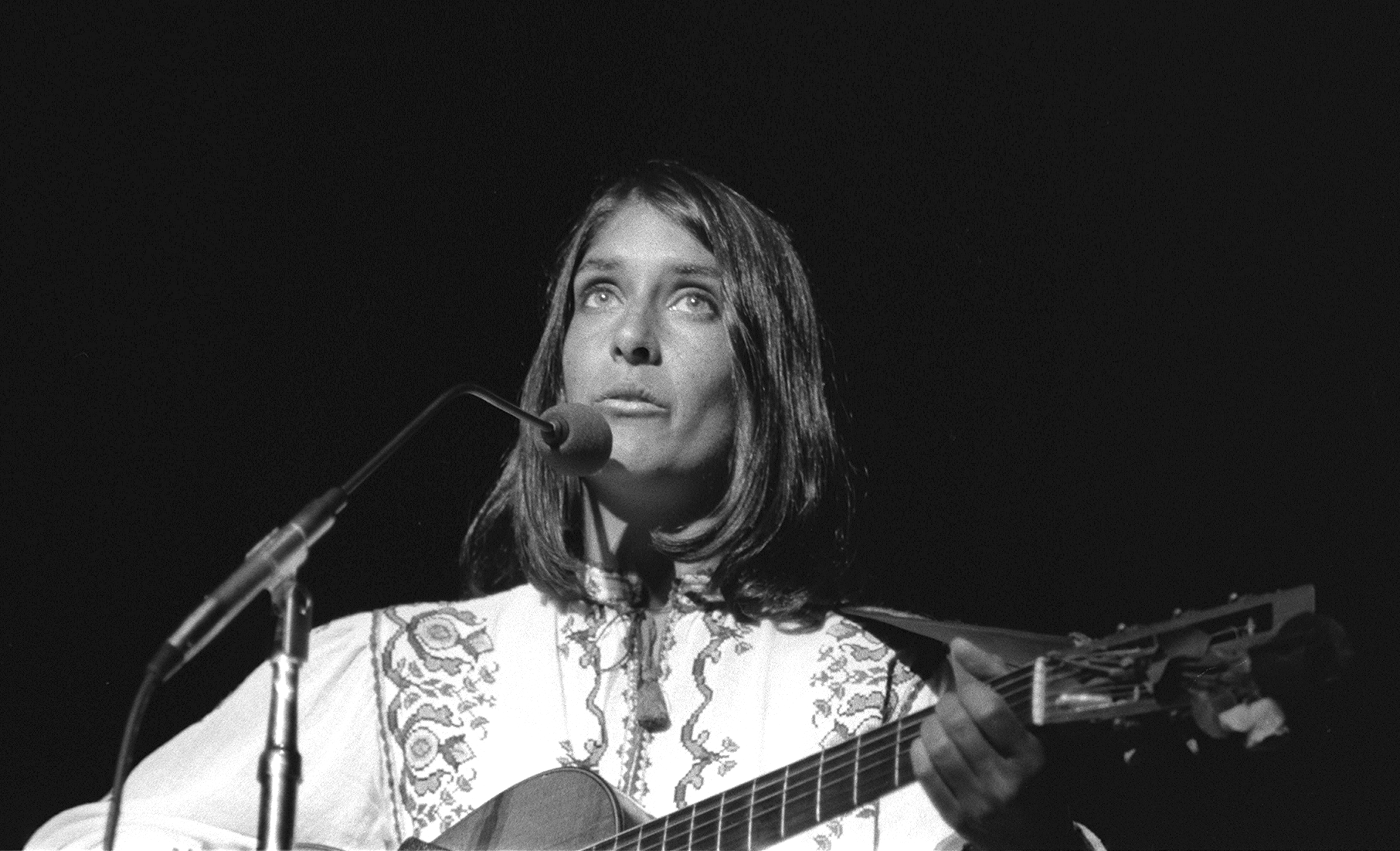
Mimi Fariña

Margarita Mimi Baez Fariña, geb. Baez (* 30. April 1945 in Palo Alto, Kalifornien; † 18. Juli 2001 in Mill Valley, Kalifornien) war eine Sängerin, Liedermacherin und Aktivistin.

## Leben
Mimi Fariña war eine Tochter des Physikers Albert Baez und die Schwester der Folk-Sängerin Joan Baez. Sie heiratete 1963 im Alter von 17 Jahren den Schriftsteller, Musiker und Komponisten Richard Fariña, mit dem sie anschließend nach Carmel-by-the-Sea in Kalifornien zog. Beide arbeiteten zusammen an einigen Folk-Musik-Alben, von denen besonders Celebrations for a Grey Day (1965) und Reflections in a Crystal Wind (1966) hervorzuheben sind.
Nachdem Richard Fariña am 30. April 1966, ihrem 21. Geburtstag, bei einem Motorradunfall tödlich verunglückt war, zog sie nach San Francisco und heiratete 1968 in zweiter Ehe den Schauspieler und Schriftsteller Milan Melvin (1942–2001). Den Beginn dieser Verbindung besang Joan Baez in ihrem Lied Sweet Sir Galahad. 1971 wurde die Ehe geschieden.
Mimi Fariña machte weiterhin Musik. Sie stand dabei entweder mit ihrer Schwester Joan oder dem Folksänger Tom Jans im Studio oder auf der Bühne. 1972 hatte Joan mit Mimis Komposition In the Quiet Morning (For Janis Joplin), einem Tribut an die Rocksängerin Janis Joplin, einen Hit in den USA.

## Bread and Roses
1974 gründete Fariña Bread and Roses, eine Non-Profit-Organisation, die das Ziel verfolgt, freie Musik und Unterhaltung in Spitäler, Alten- und Pflegeheime, aber auch Gefängnisse zu bringen. Bread and Roses arbeitet noch immer und veranstaltet rund 500 Shows pro Jahr. Der Name der Organisation basiert auf dem 1911 erschienenen Gedicht des Autors James Oppenheim. Fariña brachte den Text des Gedichtes in Liedform.
Obwohl sie in ihrer späteren Karriere weiterhin Musik machte und 1985 ein weiteres Album herausbrachte, widmete Fariña ihre meiste Zeit dem Projekt Bread and Roses. Sie starb im Juli 2001 mit 56 Jahren an einer seltenen Krebsart (Merkelzelltumor).